# Heures de Prigent de Coëtivy
Les Heures de Prigent de Coëtivy sont un livre d'heures à l'usage de Paris, enluminé en France vers 1443-1445 pour Prigent de Coëtivy. Les 148 miniatures sont attribuées à l'enlumineur Jean Haincelin, connu sous le nom de maître de Dunois. Il est actuellement conservé à la Chester Beatty Library sous la cote W82.

## Historique
Le manuscrit contient une centaine de pages comportant des signes de son propriétaire originel, Prigent de Coëtivy, un des grands officiers fidèles de Charles VII et amiral de France. Ses armes apparaissent à de nombreuses reprises, et il est lui-même représenté au folio 141, à proximité de saint Michel terrassant le dragon, ainsi que peut-être au folios 171 et 295v. Ses devises, « Dame sans per » et « Hélas! belle merci », se retrouvent à plusieurs reprises. L'ouvrage est daté entre 1443 et 1445, date de son mariage avec Marie de Rais, fille unique de Gilles de Rais. Les armes de cette dernières apparaissent en effet aux folios 21, 201v et 262. Coëtivy est réputé pour être un grand bibliophile, de nombreux ouvrages lui ayant appartenu étant toujours conservés.

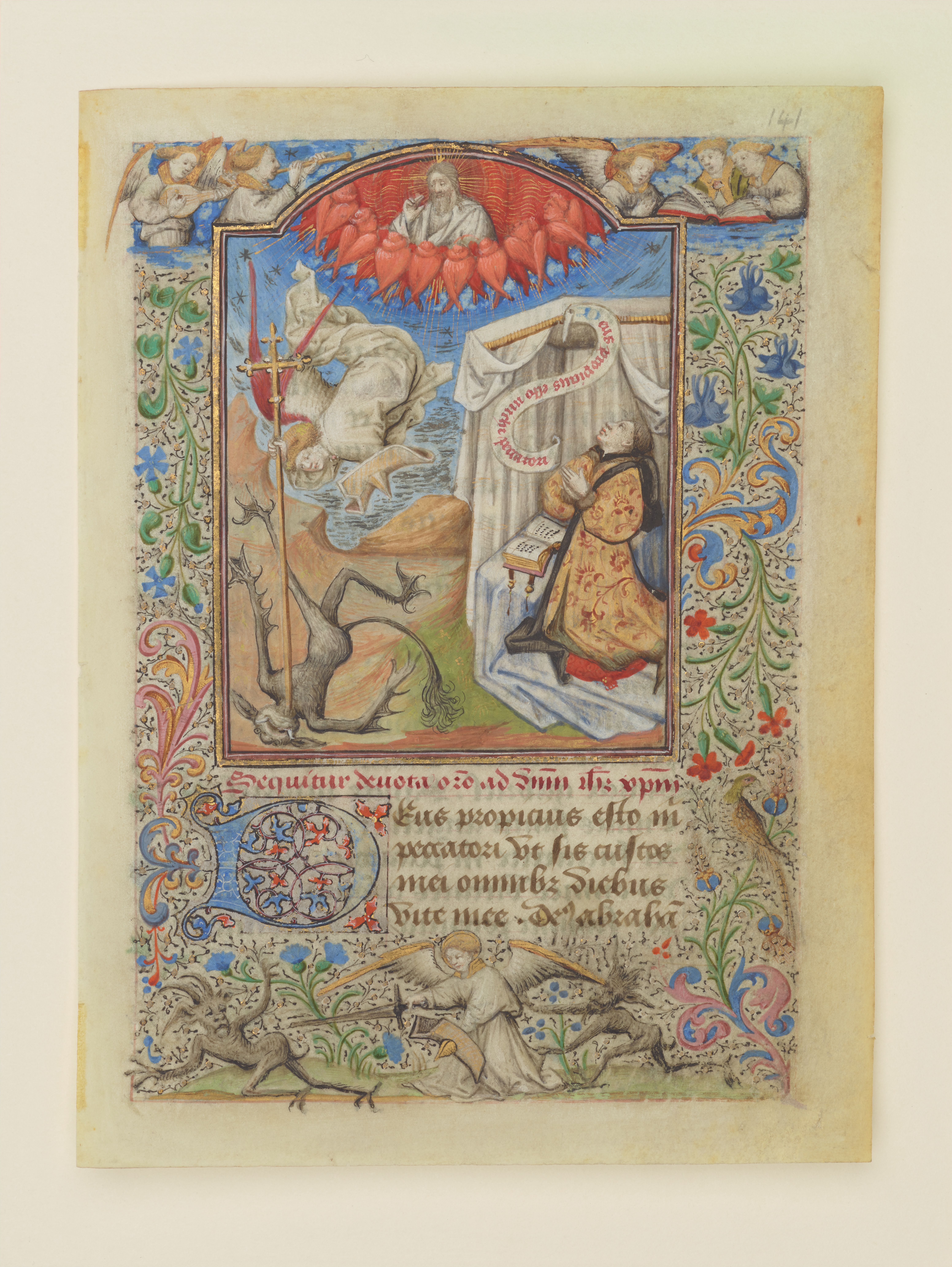
Saint Michel terrassant le dragon avec un portrait de Prigent de Coëtivy, f.141.
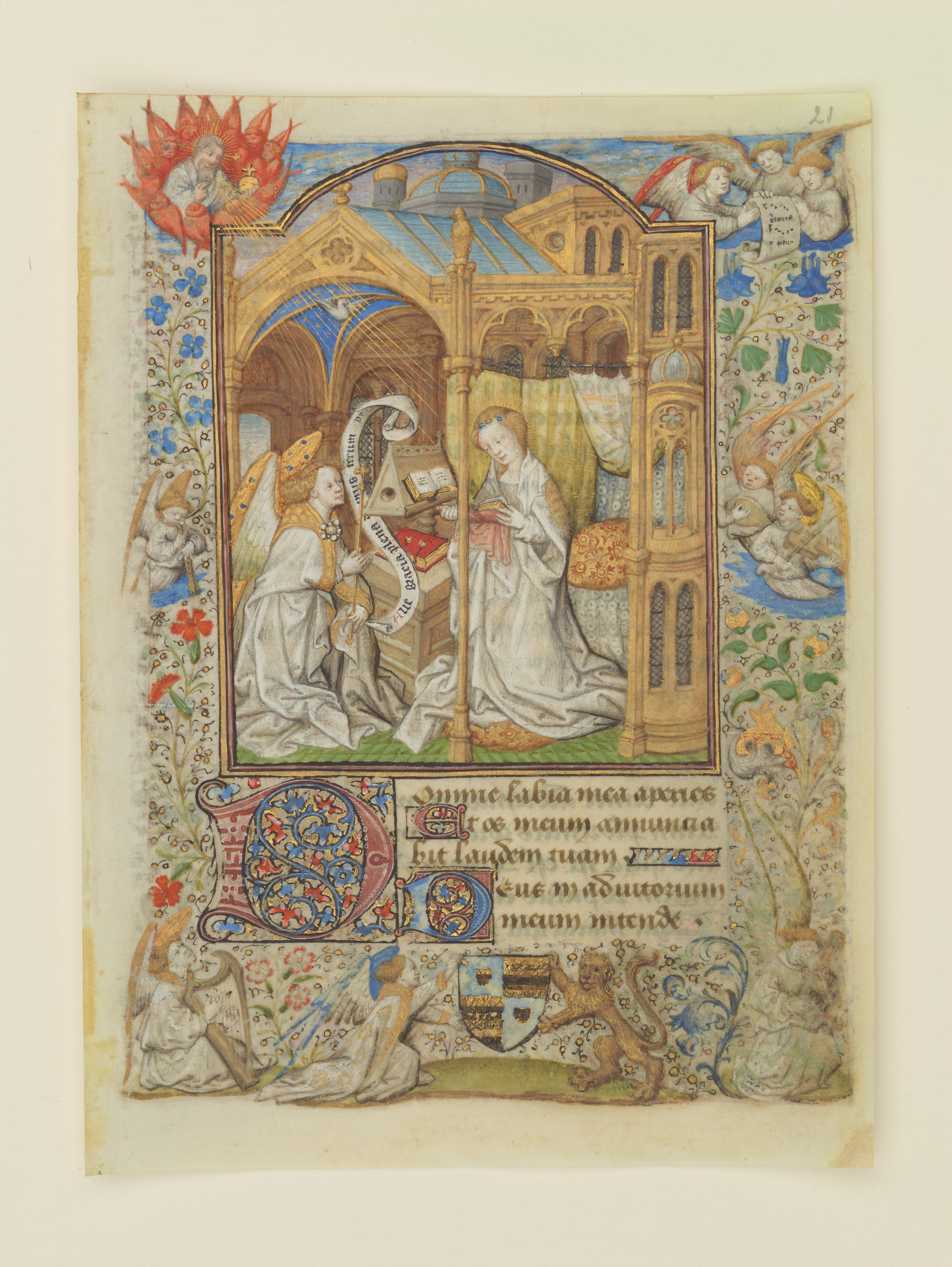
Annonciation avec les armes de Marie de Rais, f.21.
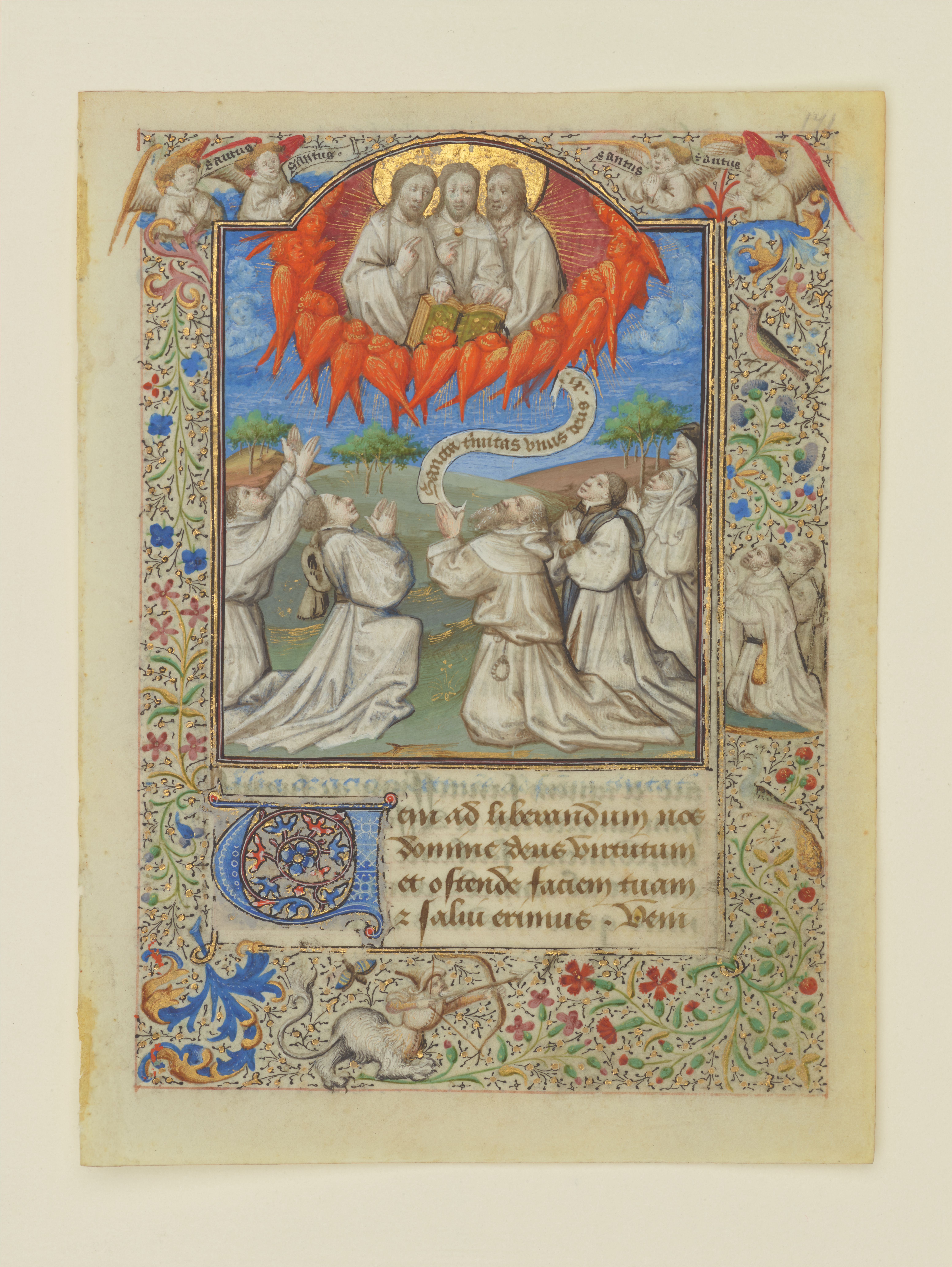
L'Adoration de la Trinité avec une représentation possible de Prigent de Coëtivy, f.171.

Il meurt en 1450 lors du siège de Cherbourg. Sans postérité, son livre d'heures est probablement transmis à son frère, le cardinal Alain IV de Coëtivy dont les armes sont repeintes au folio 283, surmontées du chapeau de cardinal. Par la suite, le manuscrit se retrouve dans les collections d'Henri de Bourbon-Parme (1851-1905), qui fait relier l'ouvrage à ses armes par Marcelin Lortic. Une tentative de vente à Florence a lieu en 1897. Il est finalement acquis en avril 1900 par Henry Yates Thompson auprès d'Henri Pawlowski, ancien bibliotécaire du collectionneur Ambroise Firmin-Didot. En juin 1919, il est acquis de gré à gré par Edith Beatty pour en faire cadeau à son mari, l'industriel américain Alfred Chester Beatty. Ce dernier fonde en 1950 à Dublin la bibliothèque qui porte son nom et qui conserve toujours le manuscrit.

## Description
Le manuscrit contient 364 feuillets mesurant 142 sur 113 mm. Entre 1930 et 1960, 144 feuillets ont été détachés du manuscrits et conservés dans des coffrets à part. Il est calligraphié en latin et en écriture bâtarde par un seul copiste sur un parchemin très fin.
Son contenu se répartit comme suit :
- f.1-12 : calendrier à l'usage parisien
- f.13-18 :péricopes évangéliques
- f.19-20 : Passion du Christ selon saint Jean suivi de deux prières
- f.21-75 : heures de la Vierge, de la croix et du Saint-Esprit à l'usage de Paris, entrecroisés.
- f.77-83 : psaumes pénitentiaux
- f.84-88 : litanies
- f.88-116 : office des morts
- f.117-131 : psautier de saint Jérôme
- f.132-253 : nombreuses prières au Christ et à la Vierge dont certaines en français
- f.254-273 : suffrages des saints
- f.274-364 : nombreuses prières

Les miniatures, peintes en demi-grisailles sont attribuées à Jean Haincelin, ou Maître de Dunois, successeur du Maître de Bedford à la tête de son atelier parisien. Elles représentent pour un grand nombre d'entre elles la Vierge, à laquelle l'amiral semble vouer un culte particulier. L'iconographie de ces miniatures sont directement inspirée des tableaux des Primitifs flamands de la même époque : Robert Campin et sa Trinité du Musée de l'Ermitage dans le folio 254r., Jan van Eyck et sa Vierge à la fontaine au folio 213 ou sa Vierge de Lucques dans le folio 237r., Rogier van der Weyden et sa Madone Durán dans le folio 209r.

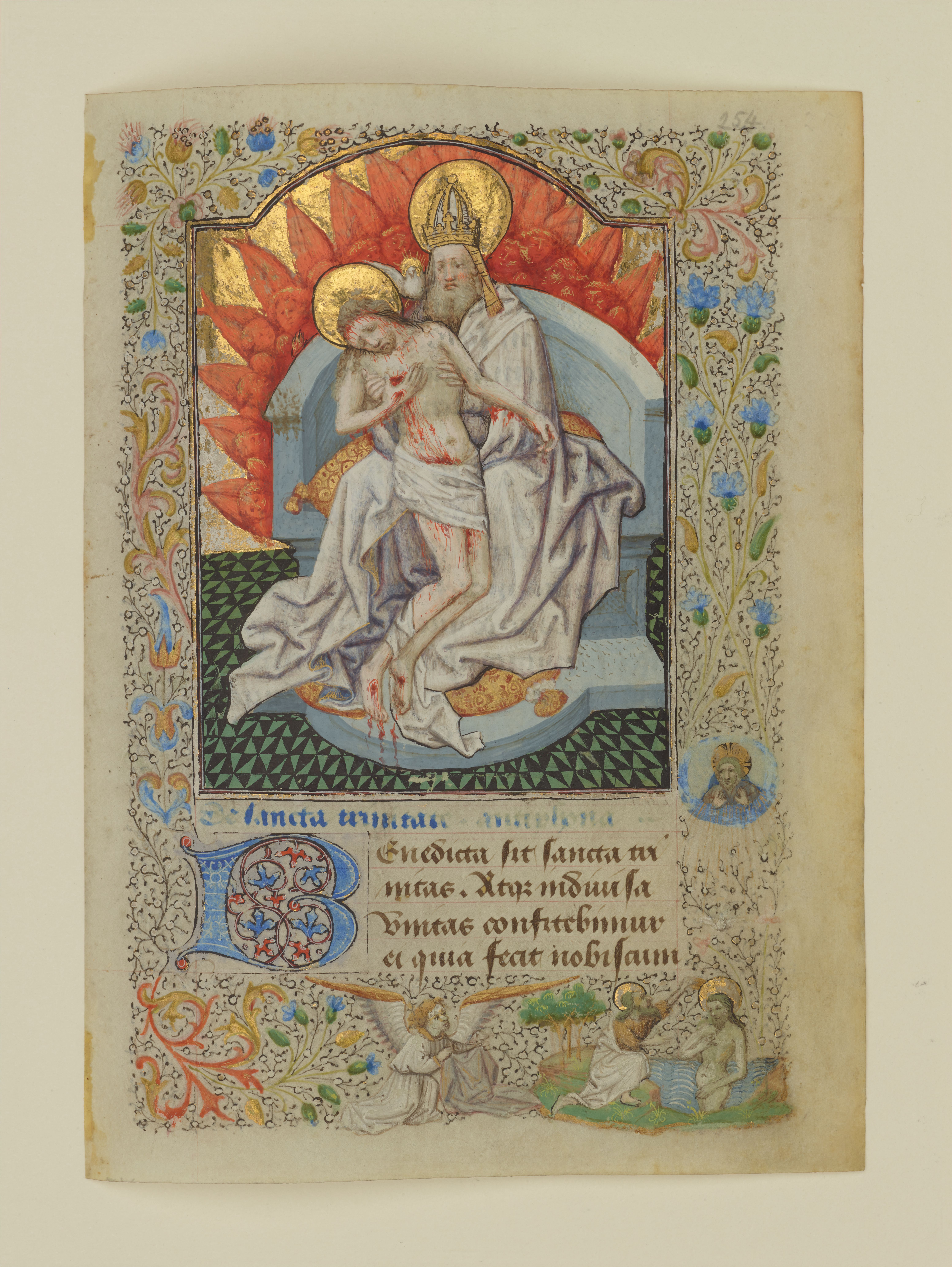
Trinité, trône de grâce, f.254
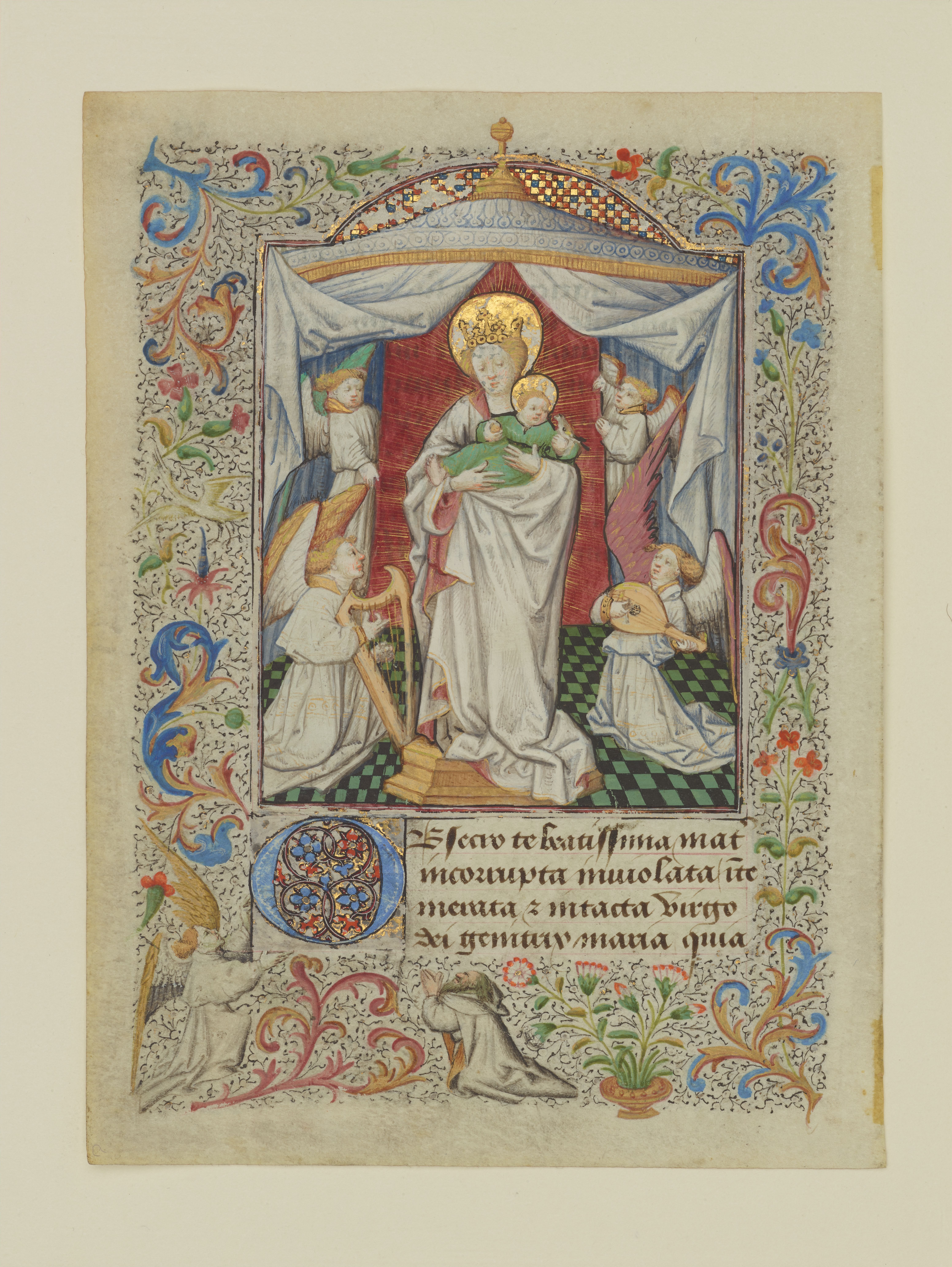
Vierge à l'Enfant, f.213
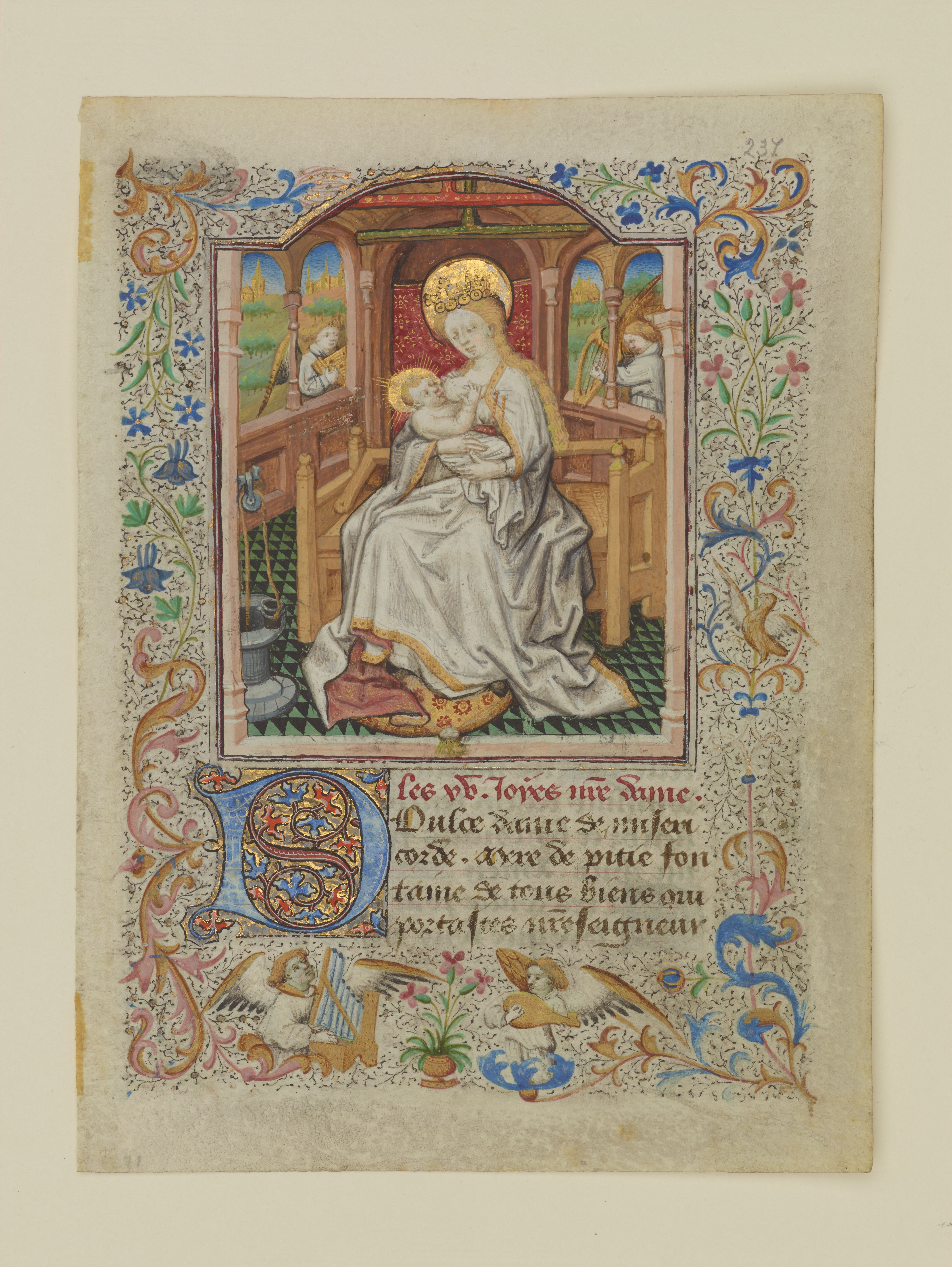
Vierge allaitante, f.237
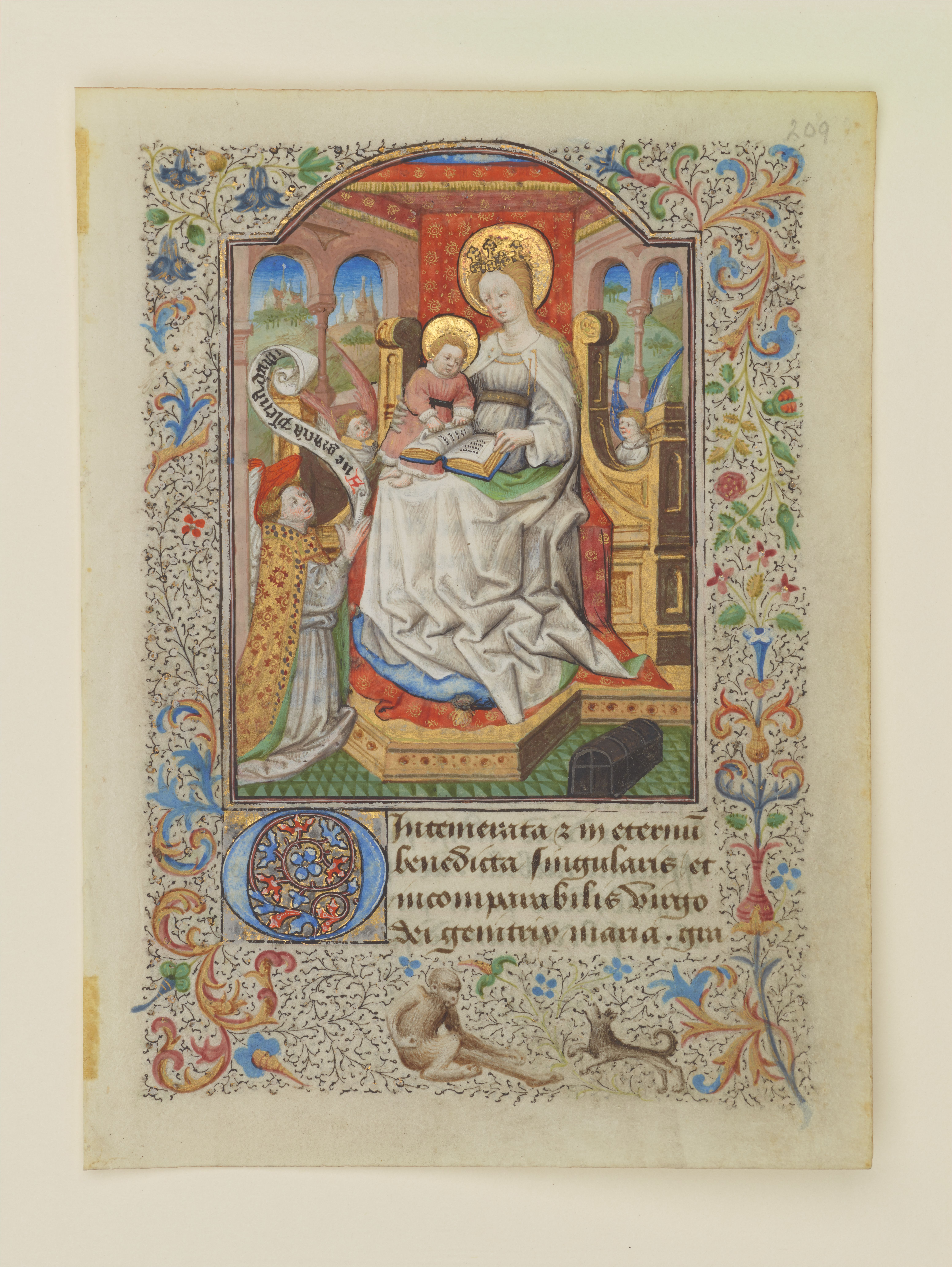
Vierge à l'Enfant lisant, f.209

## Un autre livre d'heures de Prigent de Coëtivy
La bibliothèque de Rennes conserve depuis 1992 un autre livre d'heures ayant appartenu à Prigent de Coëtivy. A l'usage de Troyes et probablement réalisé dans cette même ville au début du XVe siècle, il est acquis par l'amiral quelque temps plus tard, peut-être lorsqu'il était lieutenant du roi en Champagne, vers 1439. Il est composé de 265 feuillets et décoré de 29 miniatures attribuées au Maître de Troyes. Il contient lui aussi la devise de l'amiral, « Dame sans per a Prigent » au f.186v. Il est conservé sous la cote Ms.1511.